# Großer Auersberg
Der Große Auersberg ist ein 808,6 m ü. NHN hoher Berg im bayerischen Teil der Rhön. Er befindet sich im Landkreis Bad Kissingen etwa drei Kilometer südwestlich des Ortszentrums von Wildflecken. Der Große Auersberg ist mit dichtem Laubwald bedeckt und liegt innerhalb des 1938 errichteten Truppenübungsplatzes Wildflecken. Das gesamte Gelände ist Militärisches Sperrgebiet, das von Zivilpersonen nicht betreten werden darf. Gut zwei Kilometer westsüdwestlich erhebt sich der wenig niedrigere Kleine Auersberg. Beide sind nicht zu verwechseln mit dem Auersberg bei Hilders im hessischen Teil der Rhön.
Nach dem Berg ist das ehemalige gemeindefreie Gebiet Großer Auersberg benannt.